# Андреенко, Евгений Георгиевич

Мемориальная доска в Каменске-Шахтинском

Евгений Георгиевич Андреенко (2 сентября 1917 — 14 сентября 1982) — участник Великой Отечественной войны, лётчик 20-го гвардейского бомбардировочного авиационного полка (13-я гвардейская бомбардировочная авиационная дивизия, 2-й гвардейский бомбардировочный авиационный корпус, 18-я воздушная армия) гвардии старший лейтенант. Герой Советского Союза (1946).

## Биография
Евгений Георгиевич родился в 1917 году в станице Каменская (в настоящее время город Каменск-Шахтинский Ростовской области) в семье рабочего.
После получения неполного среднего образования работал электриком трамвайного управления города Шахты, учился лётному делу в городском аэроклубе у инструктора Горовца. Затем попал в школу гражданского воздушного флота, после окончания которой стал управлять пассажирскими самолётами на линии «Москва — Ашхабад».
В Красной Армии с 1937 года. В 1938 окончил Ворошиловградскую военно-авиационную школу пилотов. Участник Великой Отечественной войны с первого дня. Воевал штурманом на самолёте «Ил-4» в 752-м полку дальней бомбардировочной авиации (ДБА).
Войну гвардии капитан Андреенко закончил в 20-м гвардейском бомбардировочном Севастопольском ордена Суворова авиационном полку (13-я гвардейская бомбардировочная авиационная дивизия, 2-й гвардейский бомбардировочный авиационный корпус, 18-я воздушная армия).
На счету Евгения Георгиевича 370 боевых вылетов и около 500 тонн бомб, сброшенных на позиции врага. 59 раз днём и 311 ночью — он вылетал на бомбардировку вражеских объектов в ближних и дальних тылах противника.
Указом Президиума Верховного Совета СССР от 15 мая 1946 года за образцовое выполнение боевых заданий командования на фронте борьбы с немецко-фашистскими захватчиками и проявленные при этом мужество и героизм, гвардии старшему лейтенанту Евгению Георгиевичу Андреенко присвоено звание Героя Советского Союза с вручением ордена Ленина и медали «Золотая Звезда» (№ 9066).
Андреенко продолжил службу в ВВС до 1946 года, в запас ушёл в звании гвардии капитана и до конца жизни проживал в городе Шахты.
Умер в Шахтах 14 сентября 1982 года.

## Награды
- Медаль «Золотая Звезда» № 9066,
- два ордена Ленина,
- орден Красного Знамени,
- орден Отечественной войны 1-й степени.

## Память
- В Парке Победы Каменска-Шахтинского Герою установлена мемориальная доска.
- Именем Героя названа улица в посёлке имени Артёма города Шахты.